# Emma (1932)
Emma (Brasil: Emma / Portugal: Os Meus Meninos) é um filme norte-americano de 1932, do gênero drama, dirigido por Clarence Brown  e estrelado por Marie Dressler e Richard Cromwell.

## Notas de produção

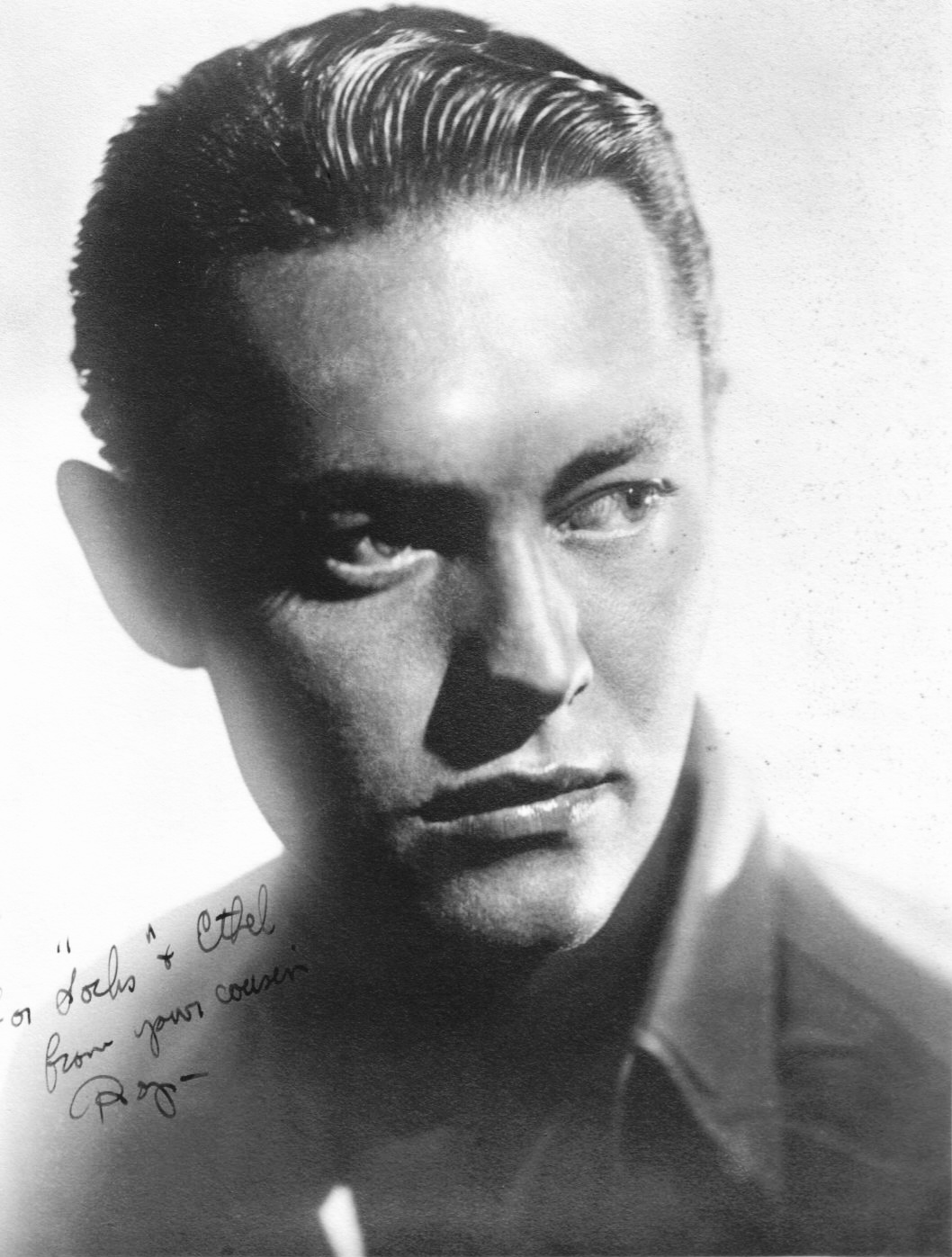
Richard Cromwell, aqui em fotografia de 1933, começou em Hollywood como pintor de retratos dos atores. Sem experiência, estrelou Tol'able David (1930) e as portas se abriram para ele. Durante a Segunda Guerra, serviu na Guarda Costeira. Ao retornar, atuou em somente mais um filme. Morreu em 1946, aos 50 anos de idade, de câncer no fígado.